# 亞拔高比報告

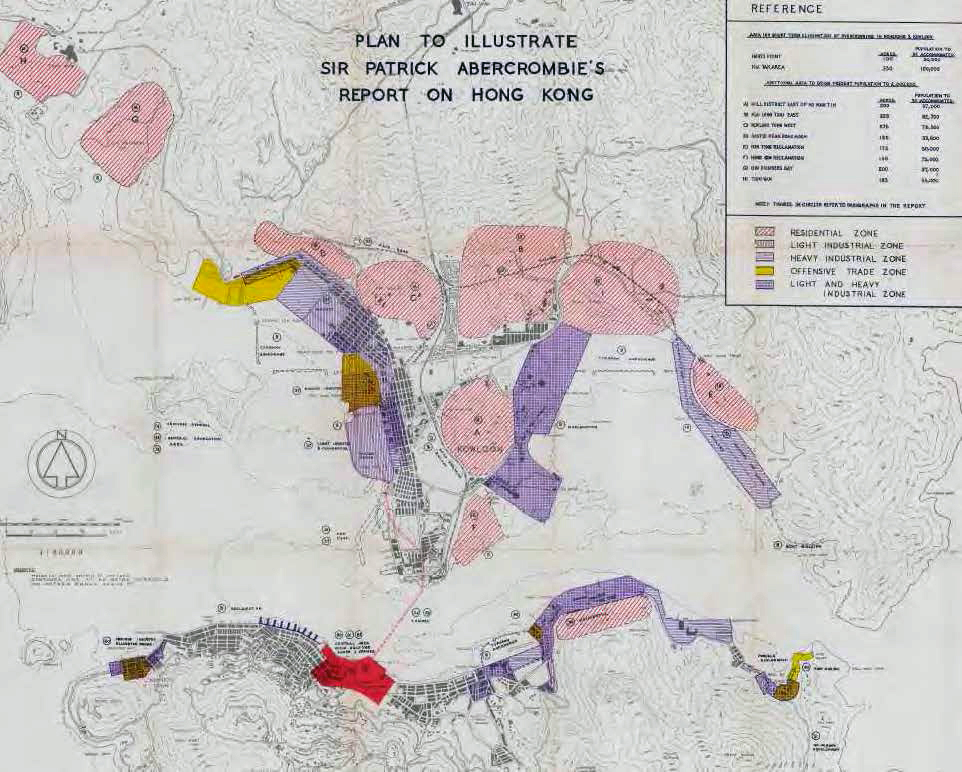
1948年描述亞拔高比報告的維港兩岸地圖

《亞拔高比報告》（英語：Abercrombie Report 1948），即《初步規劃報告書》（Hong Kong Preliminary Planning Report），是一份由英國著名建築師和城市規劃專家帕特里克·阿伯克龙比爵士於1948年所構建的香港發展城市藍圖。
這報告對於香港的房屋到交通，市區到鄉郊，經濟發展以至政府決策的方面都有詳盡分析和建議。這份報告亦提出香港必須發展新市鎮的建議。

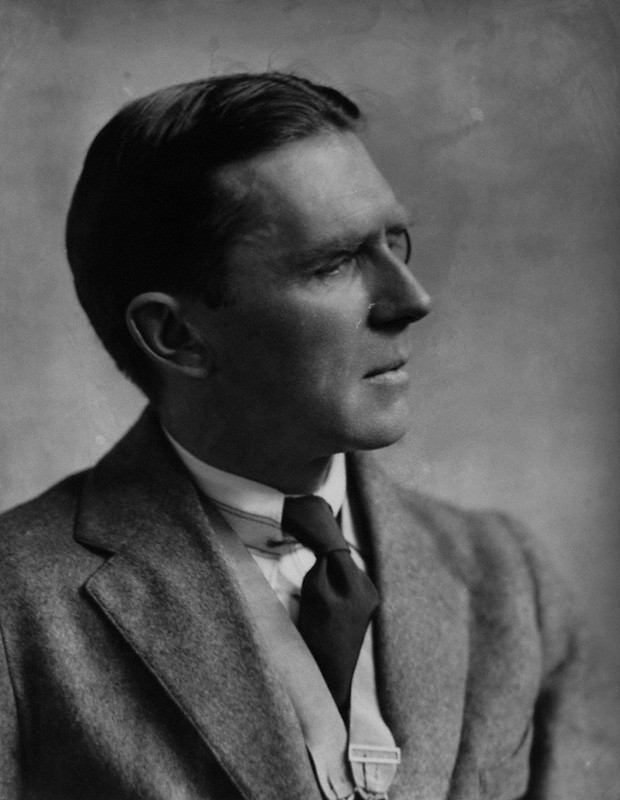
制定《初步規劃報告書》的規劃師，亞拔高比爵士，因此報告又有名《亞拔高比報告》

## 歷史
香港戰前的城市發展缺乏全面規劃，許多工程都只為解決燃眉之急，而沒有長遠周全的計劃。
第二次世界大战後，英國派出負責策劃伦敦近郊新市鎮的規劃師亞拔高比來港，研究香港市區和海港的未來發展方向，定出長遠的規劃原則。

## 報告內容
報告把香港對外定位為東南亞的貿易港，而內部亦要解決人口擠逼的問題，從而提出三大重點：
1. 改善城市內部及對外的交通配套
2. 開拓市郊，擴充城市空間以解決人口增長引發的問題
3. 完善城市規劃的法例和機制

## 報告建議

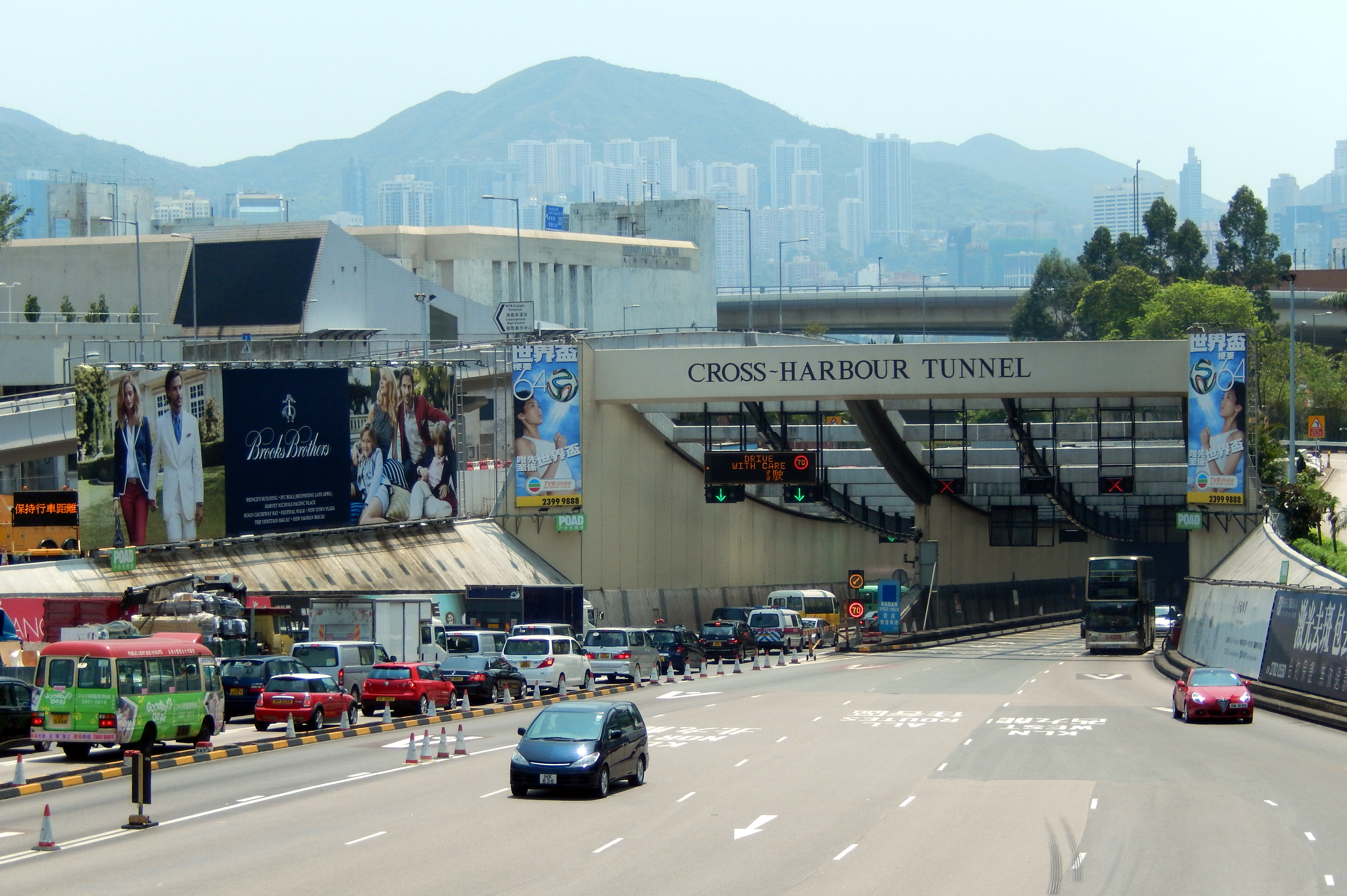
1972年通車的紅磡海底隧道，是香港第一條過海隧道

### 維港兩岸的交通配套
亞拔高比參考1941年大衛·奧雲（David Owen）的海港規劃，包括維港兩岸的碼頭及配套。其中較前瞻性的是興建海底隧道，不過當時方案是從尖沙咀來往中環，跟最終1972年落成的紅磡海底隧道（九龍紅磡灣來往港島銅鑼灣）不同。另外亦建議鐵路系統考慮九龍半島以西經油麻地一帶，取代九龍塘至尖沙咀一段。碼頭則主要連繫報告提到會發展的工商業區。

### 行業地區分佈
- 住宅區（Residential Zone）：10個新發展區
- 輕工業區（Light Industrial Zone）：長沙灣、油麻地
- 重工業區（Heavy Industrial Zone）：荔枝角、觀塘、銅鑼灣、鰂魚涌、太古
- 厭惡性行業（Offensive Trade Zone）：西環、長沙灣
- 輕重工業區（Light and Heavy Industrial Zone）：大角咀、旺角、紅磡、馬頭角、西環、東角、北角、筲箕灣

- 政治（Government）和商業（Commercial）中心：中環

## 新發展區
在維多利亞港兩岸各有劃出發展住宅的地區，但主要集中在新九龍：
- 何文田東部
- 九龍仔東部
- 九龍塘西部
- 青山道
- 觀塘填海區
- 紅磡填海區
- 醉酒灣
- 荃灣
- 啟德區北部
- 北角